# مقاطعة كلاي (داكوتا الجنوبية)
كلاي (بالإنجليزية: Clay)‏ هي إحدى مقاطعات ولاية داكوتا الجنوبية في الولايات المتحدة الأمريكية. اعتبارًا من تعداد عام 2020، بلغ عدد السكان 14967 نسمة. 